# Club Deportivo Juventud Unida
Il Club Deportivo Juventud Unida, o semplicemente Juventud Unida, è una società calcistica argentina con sede nella città di Gualeguaychú, nella provincia di Entre Ríos. Milita nella Federal A North  del calcio argentino.

## Palmarès

### Competizioni nazionali
- Primera D: 1

1997-1998
- Torneo Federal A: 1

2014